# Királyok völgye 62

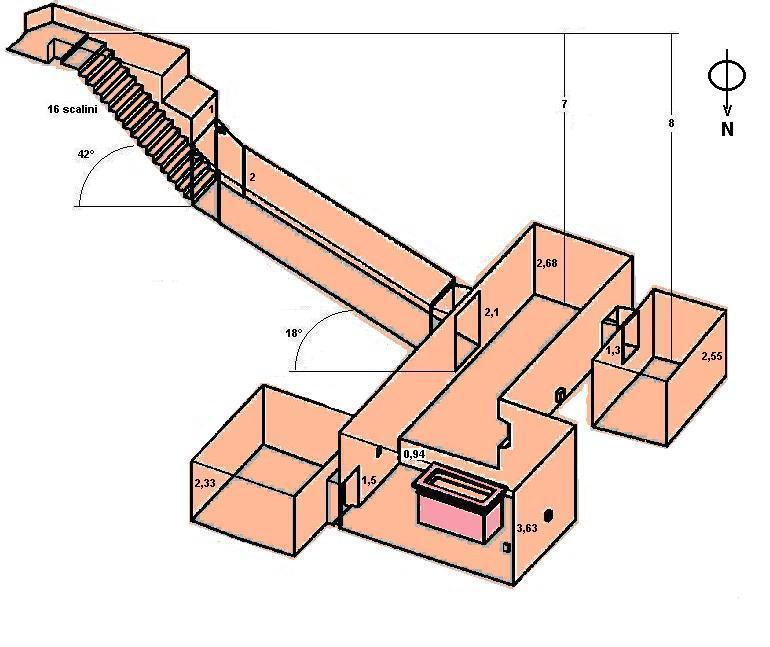
A sír alaprajza

A Királyok völgye 62 (KV62) Tutanhamon egyiptomi fáraó sírja a Királyok völgyében. A sír, amelyet Howard Carter brit régész fedezett fel 1922-ben, az egyetlen olyan fáraósír, amely a 20. századig közel érintetlenül fennmaradt. 2006-ig ez volt az utolsó sír, amelyet a Királyok völgyében találtak. Felfedezése tulajdonosát – akinek neve az ókorban halála után hamar feledésbe merült – az egyik leghíresebb fáraóvá tette. A nyolc éven át tartó feltárás során kb. 3500 lelet került elő, közülük több olyan, ami a legismertebb ókori egyiptomi leletek közé tartozik. A leletek nagy részét a kairói Egyiptomi Múzeumba szállították, ahol közel száz éven át lehetett megtekinteni a kiállítást. A 2010-es évek második felében a leleteket fokozatosan kezdték átszállítani a Gízában épült Nagy Egyiptomi Múzeumba; a a teljes leletanyagot elsőként ez a múzeum fogja kiállítani.
Tutanhamon gyermekként került trónra, a XVIII. dinasztia utolsó olyan fáraójaként, aki a királyi család vér szerinti tagja volt. Az uralkodóház vele kihalt, az őt követő Ayt és Horemhebet feltételezett családi kapcsolataik alapján sorolják a dinasztiához. Az ifjú fáraó uralkodása arra a időszakra esett, amikor Egyiptomban – az Aton napisten egyedüli tiszteletét bevezetni kívánó Ehnaton fáraó halála után – megkezdődött a régi istenek kultuszának helyreállítása. Ehnaton és közvetlen családtagjai emlékét – így Tutanhamonét is – a későbbi uralkodók igyekeztek kitörölni az emlékezetből. Ennek – valamint annak, hogy a kétszáz évvel később uralkodott VI. Ramszesz közeli sírja, a Királyok völgye 9 építésekor a törmeléket a Tutanhamon-sír bejárata elé halmozták – köszönhető, hogy az alig húszévesen elhunyt fáraó sírját két rablási kísérlettől eltekintve nem háborgatták, holléte egészen újkori felfedezéséig a feledésbe merült.

## Felépítése, díszítése
A sír egyszerű szerkezetű, úgy tűnik, eredetileg nem királysírnak épült, hanem magánszemély sírjának. Bejárata kelet felé nyílik, innen lépcső vezet le egy folyosóra, melyből téglalap alaprajzú, a lépcsőre merőleges tengelyű előcsarnokba lehet jutni. Ebből nyugat felé egy mellékkamra nyílik, jobbra, azaz észak felé pedig maga a sírkamra, ennek közepén áll a vöröskvarcitból készült szarkofág. A sírkamrából jobbra, kelet felé újabb mellékkamra nyílik, melyet Carter kincstárnak nevezett el. A sír kialakítása a derékszögben elforduló tengellyel megfelel a XVIII. dinasztia korabeli sírok hagyományainak, és eltér az Amarna-kori egyenes tengelyű síroktól, amilyenek az amarnai sziklasírok.
Az egész sírból egyedül a sírkamra falát díszítették. A falakra a Halottak Könyve egyes szövegeit írták, és ennek illusztrációjára több falfestményt is. Három falat teljes magasságában okkersárga alapra festett emberalakok foglaltak el, a negyedik pedig négy sávra oszlott: az alsó három regiszterben az éjszaka első órájának pávián alakú démonait mutatta, a legfelsőben a temetési menetet ábrázolták.
A jelenetek az udvar főbb méltóságait ábrázolják a temetési menetben, valamint azt, ahogy Ay elvégzi a szájmegnyitás szertartását (ez az egyetlen királysír, ahol ezt a jelenetet ábrázolják), illetve Tutanhamont mutatják különféle istenek társaságában (az északi falon, amint Nut köszönti a fáraót Ozirisz előtt, a déli falon Hathor, Anubisz és Ízisz állnak a fáraó mellett) és ahogy bárkáján a túlvilág felé tart (a keleti falon). Ízisz alakja eltűnt, mert itt bontották le a falat a régészek.

## A két rablási kísérlet
A sírba legalább kétszer betörtek sírrablók, első alkalommal nem sokkal a temetést követően, mert olyan dolgokat is elvittek (például kozmetikai szereket), amik pár évvel később már használhatatlanok lettek volna. A temetőőrség mindkét alkalommal felületesen rendet rakott és lepecsételte a sírt; mindkétszer ugyanazt a pecsétet használták (mely sakált ábrázolt kilenc megkötözött fogoly alakja fölött), ami jelzi, hogy a két rablás közt nem telt el hosszú idő.
A bejárati folyosó eredetileg üresen állhatott, mert az első rés, amin keresztül a sírrablók bejutottak, túl alacsonyan volt, és ha már ekkor is törmelékkel lett volna tele a folyosó, itt nem juthattak volna be. A folyosón Carterék több olyan tárgy darabjait megtalálták, melyeket az első sírrablók itt elejthettek, és bekeveredtek abba a törmelékbe, amivel a rendet rakó őrök feltöltötték a folyosót. A tárgyak vizsgálata alapján úgy tűnik, az első rablók csak az előkamráig jutottak. A második rablást szervezettebben követték el, és az egész sírba bejutottak, nem csak az előtérig, de nyilvánvalóan siettek, és az is elképzelhető, hogy rajtakapták őket.
A sír újra lepecsételését lehet, hogy az a Maja nevű kincstárnok hajtotta végre, aki IV. Thotmesz sírját is rendbehozatta Horemheb 8. uralkodási évében. Egy segédje, Dzsehutimesz felírta nevét egy kalcitvázára, melyet Carter a mellékkamrában talált.

## Felfedezése

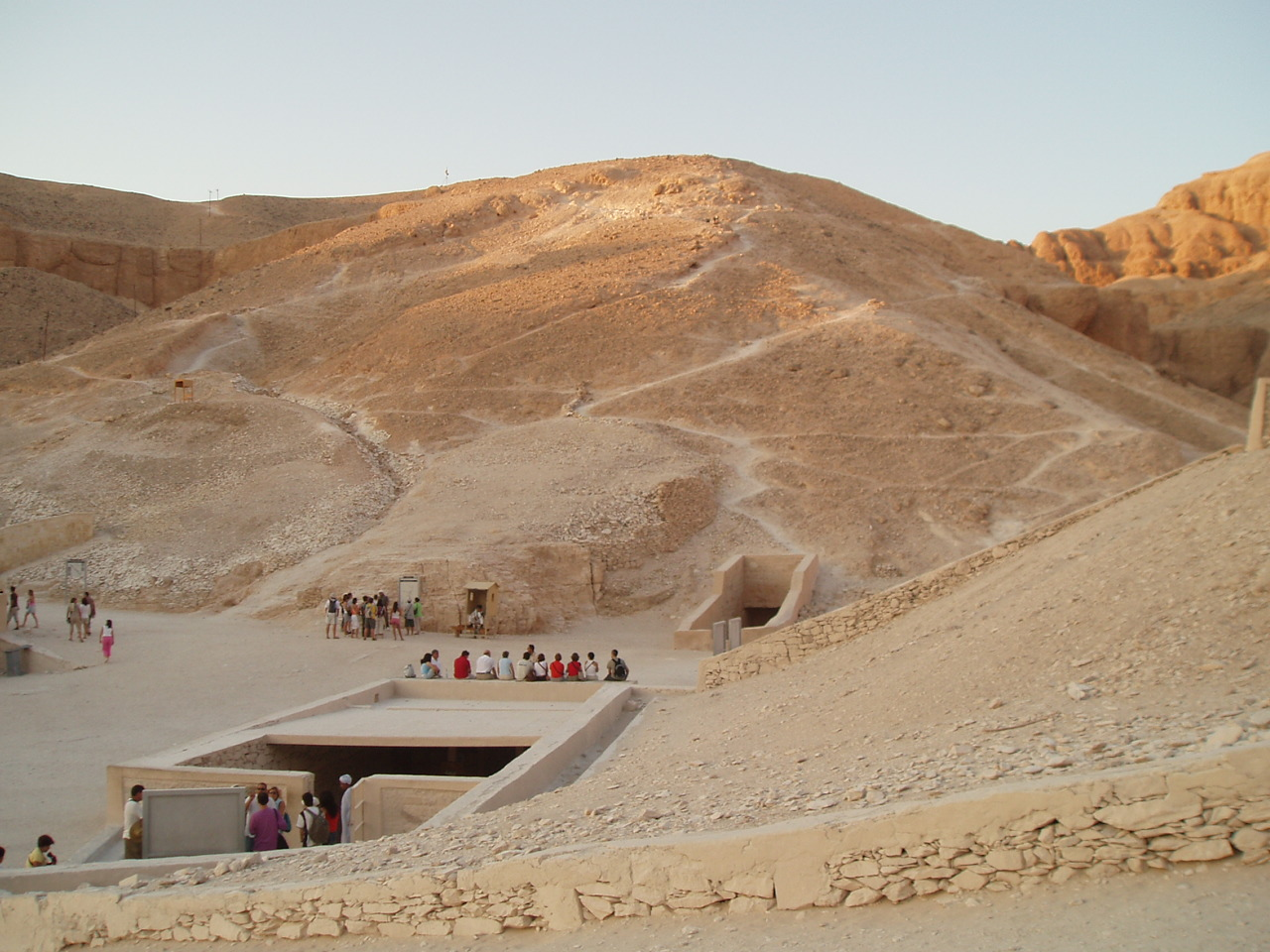
A királysír bejárata

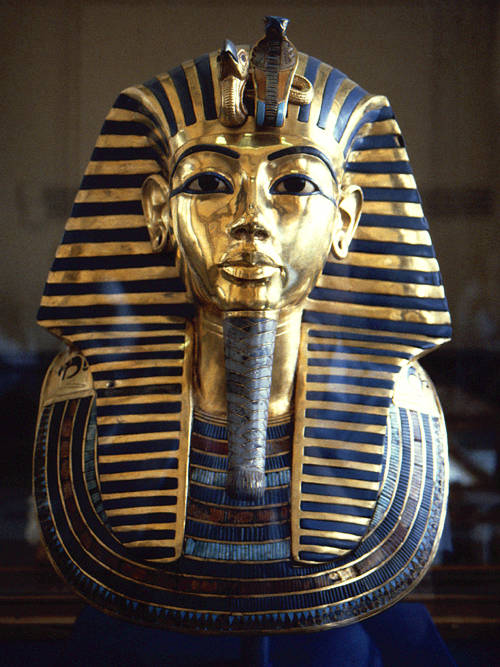
Tutanhamon színarany halotti maszkja

Howard Carter 1917-ben kezdte meg ásatásait a Királyok völgyében, azon a területen (II. Ramszesz sírja, a KV7 és VI. Ramszesz sírja, a KV9 közt), ahol Tutanhamon sírját sejtette. Mecénása a gazdag brit földbirtokos nemes, George Herbert, Carnarvon grófja volt, aki ásatási jogot szerzett erre a területre, miután a korábban itt ásató Theodore Davis visszaadta a jogot az Egyiptomi Régészeti Hatóságnak, mondván, a völgyben már nincs több felfedezésre váró lelet. (Maga Davis úgy hitte, már megtalálta Tutanhamon sírját, mivel 1907-ben a KV54-es sírban Tutanhamon nevével ellátott temetkezési kellékeket talált. Nem sokkal később a Tutanhamont követő Horemheb sírjára is rábukkant, és felfedezéseit 1912-ben The Tombs of Harmhabi and Touatânkhamanou – „Horemheb és Tutanhamon sírja” – címmel publikálta.)
Az éveken át elhúzódó, költséges és eredménytelen kutatások után Lord Carnarvon már úgy döntött, Davisnek igaza lehetett, és ő is vissza akarta adni az ásatási jogot, 1922. november 4-én azonban Carter egyik munkása egy kőlépcsőt talált, mely a hegy mélyébe vezető lépcsősorban folytatódott. A 16 lépcsőfoknyi, kb. 4 méter hosszú és 1,6 méter széles lépcsősor egy befalazott ajtóban végződött. Az ajtón a királyi nekropolisz és Tutanhamon pecsétje állt.
Carter november 6-án táviratot küldött Carnarvonnak Highclere-be, mert sejtette, hogy a felfedezés küszöbén állnak. Carnarvon hamarosan meg is érkezett Egyiptomba, november 20-án Alexandriába, majd három nappal később Luxorba, és november 24-én folytatódtak a munkálatok. November 25-én az ajtót teljesen lebontották, és bejutottak a sziklába vájt, kb. 7,6 m hosszú folyosóra, melynek végén újabb lefalazott ajtó állt. Mindkét ajtón látszott, hogy korábban már felnyitották, majd újra lepecsételték.
November 29-e volt az a nap, mikor a második ajtóba vájt résen keresztül Carter, majd a lord és lánya, Lady Evelyn, valamint a nem sokkal korábban felvett mérnök, Callender először bepillanthattak a sírba, melybe több mint háromezer éven át nem lépett ember. Carter kémlelt be a résen elsőként, és a lord kérdésére: „Lát valamit?”, azt felelte: „Igen, csodálatos dolgokat… mindenhol az arany csillogását.”
A világsajtó hamar felkapta a felfedezés hírét, és a szenzációra éhes tömegek özönleni kezdtek a sírhoz, hátráltatva ezzel a feltárás menetét. Őröket kellett felvenni, gondoskodni kellett a műtárgyak biztonságos elszállításáról. A nehézségeket csak fokozta, hogy Carnarvon nem sokkal ezután elhunyt. A leletek teljes feltárása, restaurálása és dokumentálása éveket vett igénybe – a sírból az első tárgyat 1922. december 27-én távolították el, az utolsót pedig 1930. november 10-én. Carter ezekben az években publikálta háromkötetes írását, az első átfogó művet, mely a leletanyagról készült: The Tomb of Tut-Ankh-Amen címmel (1923, 1927 ill. 1933; az első két kötet társszerzője Arthur C. Mace ).
A Régészeti Felügyelőség főigazgatója, Pierre Lacau az erőteljes nyomás ellenére úgy döntött, hogy az egyedülálló lelet megmarad egyben, nem osztják szét a világ múzeumai között. Tutanhamon kincsei ma a kairói Egyiptomi Múzeumban tekinthetők meg, saját különtermükben. Carnarvon családja sem kapott a leletekből, de az egyiptomi kormány az ásatások minden költségét megtérítette nekik.
Nem sokkal a felfedezés után kaptak szárnyra „a fáraó átkáról” szóló legendák, melynek az adott tápot, hogy a felfedezés után rövid időn belül többen is meghaltak, akik jártak a sírban – Lord Carnarvon egy elfertőződött szúnyogcsípés következményeként, Georges Bénédite, a Louvre régészeti osztályának vezetője pedig szélütésben. Arthur C. Mace, a New York-i Metropolitan Művészeti Múzeum egyiptomi régészeti osztályának vezetője szintén nem sokkal később halt meg. A legendát cáfolja, hogy többen, akik az elsők közt léptek a sírba, csak jóval később haltak meg – Carter 1939-ben, Lady Evelyn 1979-ben.

## A leletek

### Az előtér
A déli szoba néven is ismert előtér 8×3,6 méter alapterületű, falait fehérre meszelték. A padlót törmelék és cserepek borították, az ókori sírrablók több ládát feltörtek, a virággal teli kosarakat szétdobálták, több tárgyat elmozdítottak a helyéről, az értékes olajakat ellopták. A helyiségben azonban Carter még így is 171 tárgyat számolt össze, és ebben benne voltak a ládák is, melyek újabb leleteket tartalmaztak, így összesen kb. 700 tárgyat találtak itt.

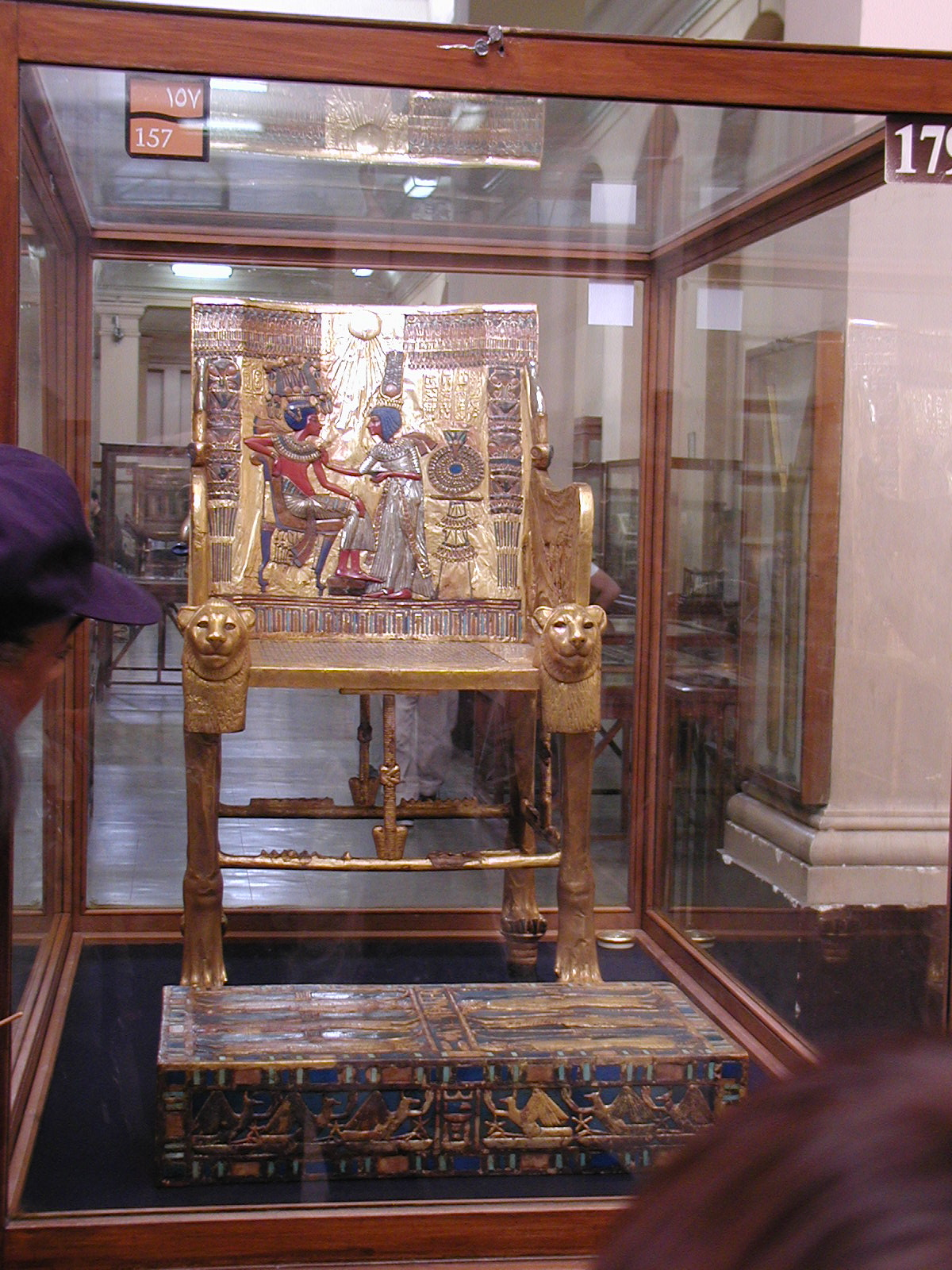
Tutanhamon trónja

Az itt talált leletek közül a jelentősebbek vagy híresebbek:
- Aranyozott trónszék Tutanhamon és Anheszenamon képével: az előtér nyugati oldalán állt. Az aranylemezekkel fedett fatrón háttámláját díszítő, Amarna-stílusú jelenet aranyból, ezüstből, színes üvegpaszta-, mázas terrakotta- és alabástromberakásokkal készült. A királyi pár fölött Aton napisten kezekben végződő sugarai láthatóak. A trónszék karfáit szárnyas kígyó alakúra formálták, mely a király neveit védi. Lábai állatláb formájúak, elöl állatfejek díszítik. Nádból font ülőkéjének díszítése csak helyenként maradt meg, kétoldalt eredetileg egymásba fonódó liliom és papirusz jelképezte a Két Ország egyesítését. Hátoldalán papiruszbozót és vízimadarak képei láthatók. A szék 104 cm magas, 53 cm széles, mélysége 64,5 cm.[16]
- Négy szétszedett aranyozott kocsi: az előcsarnok délkeleti sarkában hevertek. Mellettük könnyű baldachin maradványai.
- Fából készült, aranyozott naosz, azaz szentély: a mellékkamrába vezető bejárat mellett állt. A klasszikus kialakítású naosz teteje Dél régi szentélyeinek tetejére hasonlít. Oldalait aranylemezek borították, melyek domborművei Tutanhamont és Anheszenamont ábrázolták. A naosz ezüst bevonatú szántalpakon állt, reteszei pedig ébenfából készültek. Megtalálásakor ajtaja nyitva állt, a sírrablók elvihették belőle az arany istenszobrot, melynek csak elefántcsont talapzata maradt meg. A naosz 50,5 cm magas (a szán nélkül), 26 cm széles és 22 cm mély; méretei alapján elképzelhető, hogy két istenszobor is állt benne.[17][18]
- Halotti ágyak: a bejárattal szemben álltak, ezeket pillanthatták meg Carterék először. Aranyozottak, állatfejekkel díszítették őket. Az ágyakra és alájuk ládákat, dobozokat halmoztak.
- Feketére lakkozott faszobrok: a két, Tutanhamont ábrázoló szobor az előtér északi részén állt, két oldalán a sírkamrába vezető ajtónak, mely csaknem a teljes északi falat elfoglalta. Az életnagyságú (1,67-1,7 m magas) szobrok majdnem teljesen egyformák; a királyt lépő testtartásban ábrázolják, homlokán ureuszkígyóval. Fejdíszüket, kötényüket, saruikat, botjukat, jogarukat és ékszereiket bearanyozták, szemük és szemöldökük arany. Vállszélességük 46 cm. Nevük Harahti királyi kája, Ozirisz-Tutanhamon volt, tehát az elhunyt (Ré-Harahtival azonosított) király lelkét testesítették meg.[17][19]

A leletek közt ezenkívül szerepelnek usébtik, ruhákkal, sarukkal és ékszerekkel teli ládák, fegyverek, sétapálcák, légycsapók, vázák mészkőből és alabástromból, ankh formájú fa és bronz fáklyatartók, trombiták és szisztrumok, székek és zsámolyok, fejtámaszok, vásznak. Több ládán hieratikus írással feltüntették tartalmát, némelyikét azonban összecserélték más ládáéval. A sírban talált legtöbb tárgy anyaga arany, elefántcsont, alabástrom, ébenfa, lazúrkő és türkiz.

### A sírkamra és a szarkofág

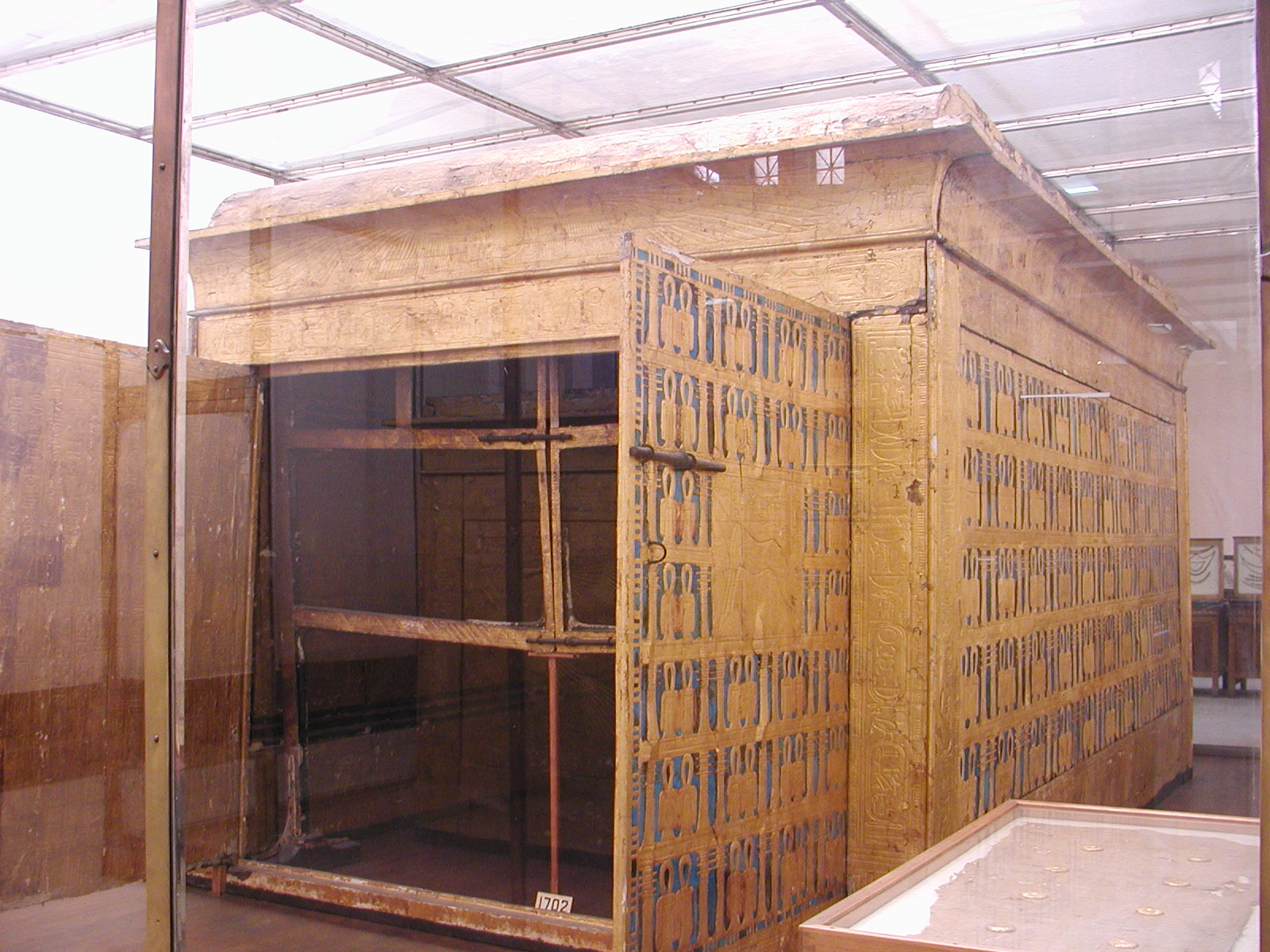
A külső kápolna

Carter és munkatársai 1923. február 17-én bontották ki a sírkamrába vezető befalazott ajtót. Az ókori sírrablók ide is bejutottak, de úgy tűnt, nem vittek el semmit. A sírkamra területe kb. 4×4,6 m, padlója alacsonyabb szinten helyezkedett el az előtérénél. A helyiséget csaknem teljesen kitöltötte a legnagyobb abból a négy egymásba helyezett, fából készült, aranyozott kápolnából, melyek közül a legbelsőben a szarkofág feküdt.
A nagy kápolna és a kamra fala közti nem egészen egy méteres helyen, valamint félig nyitva álló, a sírrablók által felnyitott ajtaja előtt számos tárgyat találtak, melyek közül némelyiket kétségtelenül a sírrablók ejtették el, másokat azonban a temetéskor helyeztek oda, többek közt a temetési kellékeket tartalmazó két, feketére lakkozott dobozt, melyek egyike naosz, másikuk pülón alakú volt, boroskorsók Aton birtokáról, 11 fa evező a napbárkához, Ámon szent állatának, a lúdnak fekete lakkozott szobra, ezüsttrombita, rajta Ré, Ptah és Atum alakja, valamint két virágforma alabástromlámpás. Az 5,08×3,28×2,75 méter méretű, 32 mm vastag falú kápolnát Ozirisz és Ízisz jelképeiből, a dzsed-oszlopból és Ízisz-csomóból álló fríz díszítette.

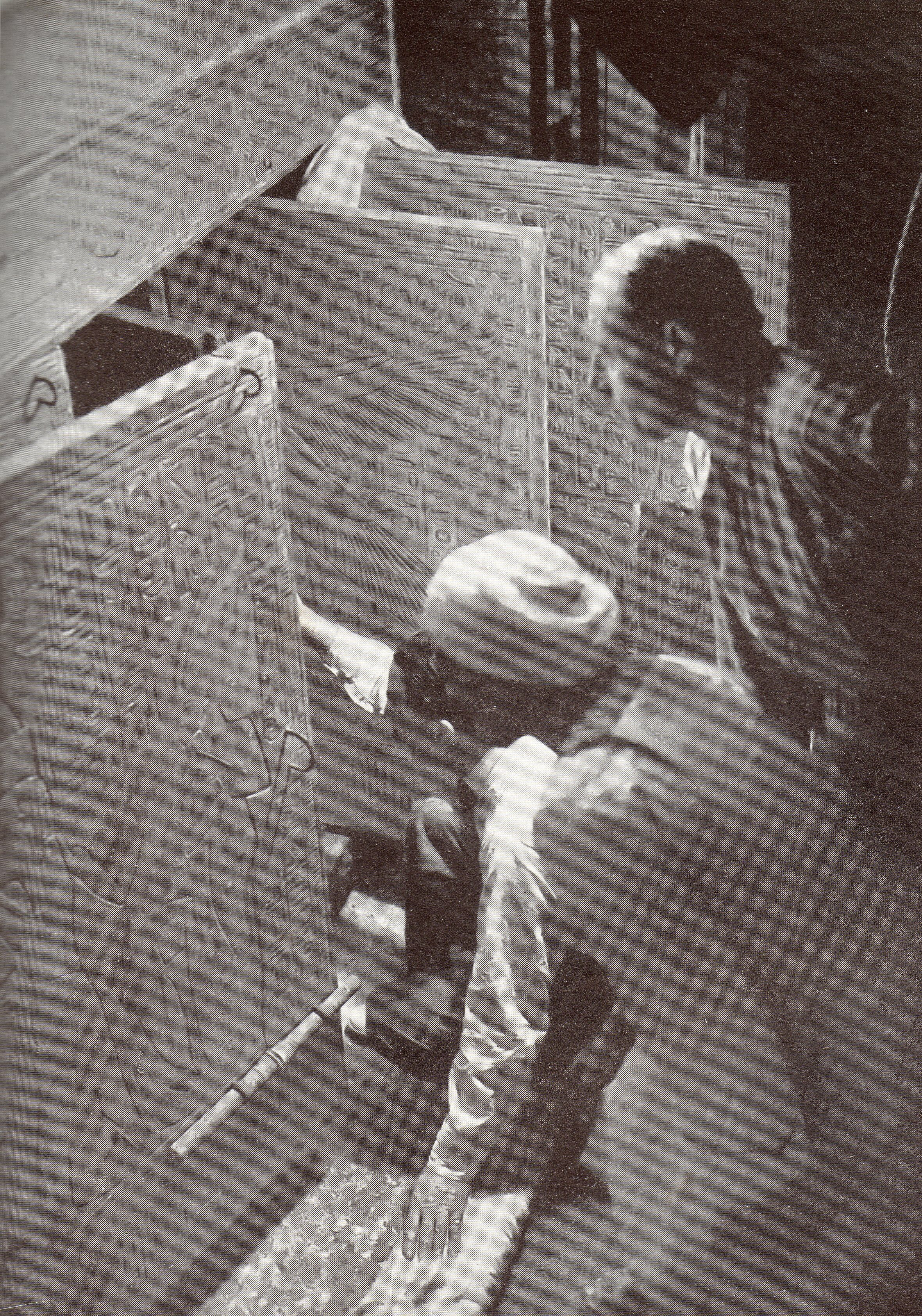
A külső kápolna kinyitása

Az első kápolnát kinyitva láthatóvá vált a második kápolna – ezt lepellel takarták le, melyet bronz százszorszépek díszítettek, és egy fakeret tartotta a kápolna fölött –, valamint számos újabb tárgy, melyeket köréhalmoztak. A második kápolna ébenfa reteszeinek agyagpecsétje érintetlen volt. Díszítése vésett domborművekből állt, melyek alvilági isteneket ábrázoltak, hieroglifákkal körülvéve. Az első kápolnán belül, de a másodikon kívül felhalmozott tárgyak többek közt fegyverek, sétapálcák és illatszeres edények voltak, de előkerült itt egy üvegpaszta berakású kettős aranydoboz is, mely kártust formázott, és két alabástromlámpás, köztük az egyik Alsó- és Felső-Egyiptom egyesítését mintázta.
A második szentélyen belül állt a harmadik, mely körül további fegyvereket találtak, illetve egy légycsapót, melyen eredetileg strucctollak voltak. A harmadik szentélyen belül a negyedik állt, mely más formájúnak készült, mint az előző, a teteje és a párkányzata egy darabból állt. Ezen belül állt a szarkofág. A negyedik kápolna 2,9 méter hosszú volt és 1,48 m széles, díszítése a király temetési menetét ábrázolta, mennyezetére Nut égistennőt festették, aki szárnyaival átölelte a benn fekvő szarkofágot.

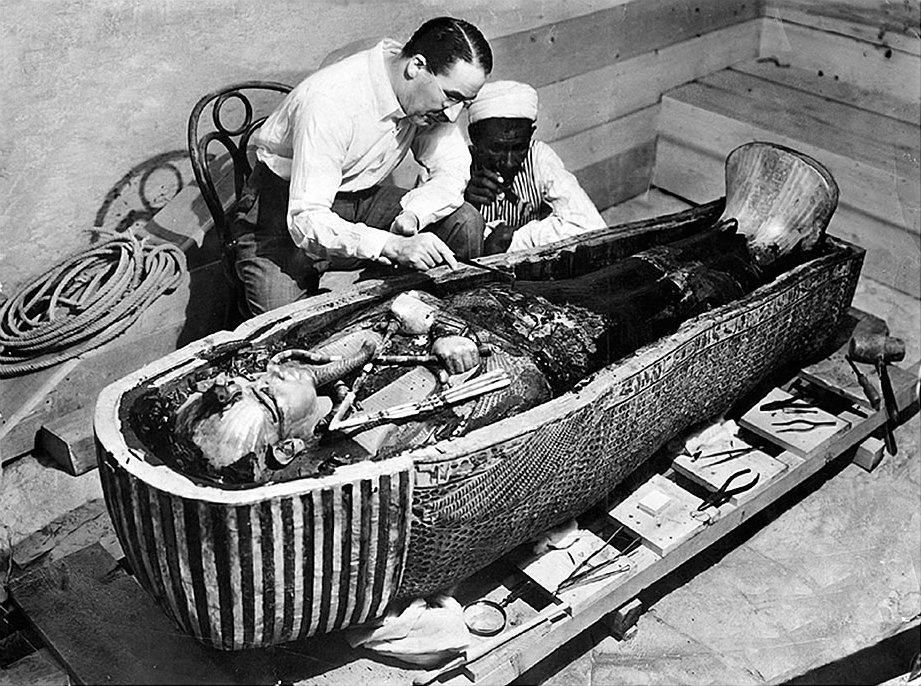
A belső szarkofág felnyitása

A szarkofág vörös homokkőből készült, sarkain kiterjesztett védőszárnyú istennők (Ízisz, Nebethet, Szelket és Neith) faragásai álltak. A fedele gránitból készült, és sárgára festették, hogy színe megegyezzen az alsó részével. A felfedezők kettétört állapotban találták meg. A szarkofágban oroszlán formájú, aranyozott faágyon három egymásba helyezett, múmiaforma koporsó feküdt. Az első, aranyozott fából készült koporsó, melyet vászonba tekertek, Oziriszt ábrázolta, mellkasán keresztbe tett karral, kezében a királyi jelvényekkel, díszítésén Ízisz és Nebethet is szerepeltek. Mellén kis virágkoszorú feküdt. A koporsó lábából a temetés előtt le kellett gyalulni, hogy a szarkofágra illeszthessék a fedelet. A második koporsó szorosan illeszkedett az elsőbe, szintén aranyozott fából készítették, üvegpaszta berakásával díszítve, díszítésén Felső- és Alsó-Egyiptom istennői, Nehbet és Uadzset tűntek fel. Mellrészére kék lótuszból, olaj- és fűzfaágakból font koszorút helyeztek. A koporsót 1925. október 10-én nyitották fel. Benne feküdt a harmadik koporsó, melyet vörös vászonba csavartak, mely csak az arcot nem fedte; mellére papiruszból és virágokból font füzért helyeztek, és két oldalán is virágok hevertek.
| G1 | O4 | G14 | X1 | W24 · X1 · N1 | p · O34 · N37 | H5 · H5 | t · n | D2 · Z1 · D36 | t | w | Aa13 | M17 | w | Aa1 · D35 | N14 · N14 · N14 | M17 | m | D35 · Aa13 |

Tutanhamon koporsófelirata hieroglifákkal: „Óh, Nut anya, terítsd ki szárnyaidat fölöttem, miként az örökfényű csillagok!”

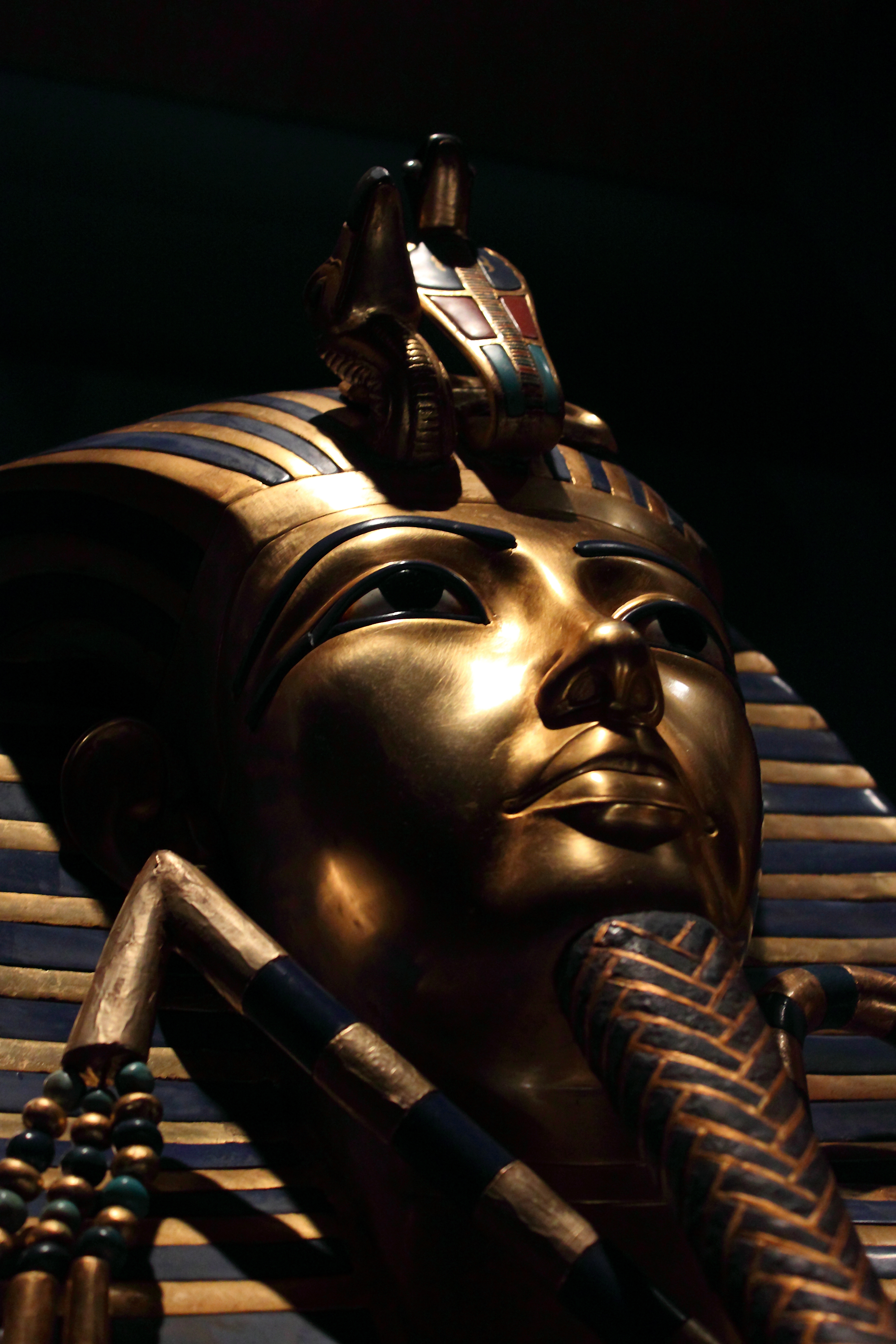
A belső koporsó másolata

Ez a legbelső koporsó színaranyból készült, díszítésén az első két koporsón szereplő négy istennő mindegyike feltűnt. Ez a legnehezebb a három koporsó közül – 110,4 kg; a három koporsóé együttesen 1375 kg-nál kicsivel több. 1925. október 28-án nyitották ki. Benne megtalálták a múmiát, rajta az aranymaszkkal, mely ma – Nofertiti portréja mellett – az egyik legismertebb egyiptomi műalkotás. A múmia a kenőanyagok túlzott használata következtében erősen károsodott. Pólyáiba rejtve 101 helyen 143 aranyékszert találtak.
A sírkamrából szinte mindent a múzeumba szállítottak, csak a szarkofág áll még a sírban. A tárgyak elszállítása után a helyiség falaiban elrejtve megtalálták a hagyományos védőszobrokat is: a déli fülkében egy dzsed-oszlopot, a nyugatiban Anubisz szobrát, az északiban emberfejű halotti szellemét, a keletiben pedig Oziriszét.

### A keleti mellékkamra vagy „kincstár”
A sírkamra mellékkamrája a helyiség északkeleti sarkából nyíló, 4×3,5 méter alapterületű kis szoba. Bejáratát nem falazták el. A sírrablók ide is bejutottak, egyes ládákból kiszedték az ékszereket. A díszítetlen falú helyiségben találták a legértékesebb tárgyakat, Carter emiatt kincstárnak nevezte el, de lehetséges, hogy kanópusz-rejtekhelynek készült, itt helyezték el ugyanis a szentély alakú kanópusz-tartót, benne a négy edénnyel, melybe a fáraó mumifikált belső szerveit helyezték. A ládák átvizsgálása után Carter arra a következtetésre jutott, hogy az itt elhelyezett értékes tárgyak kb. 60%-át vitték el a sírrablók.
Számos tárgyon Tutanhamon családtagjainak neve állt, és ez az egyetlen helyiség, ahol a tárgyakon udvaroncai nevét is megtalálták, köztük Nahtmin parancsnokét és Maja kincstárnokét. Ebben a helyiségben találták meg annak a két mumifikált koraszülött gyermeknek a múmiáját, akik Tutanhamon gyermekei voltak.
A kincstárban talált jelentős leletek:

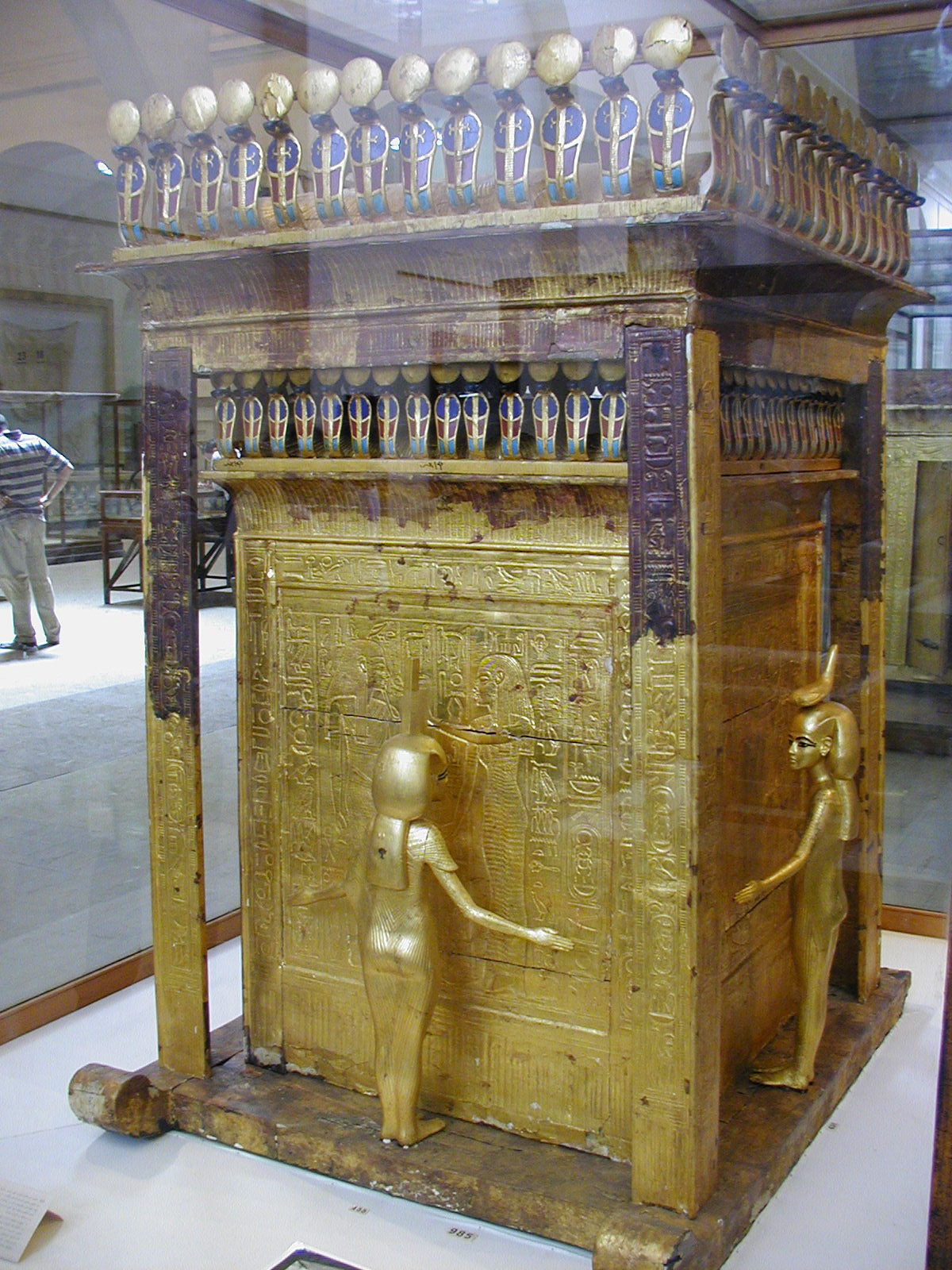
A kanópuszláda

- Kanópuszedénytartó: Az aranyozott fából készült, csaknem 2 méter magas szentségtartó a nyugati falnál állt, szántalpon. Fölötte tartórudakon mennyezet volt, melyen kígyók sorakoztak, fejükön napkoronggal. A négy védelmező istennő, Ízisz, Nephthüsz, Szerket és Néith szobrai álltak a láda négy oldalán a láda felé fordulva, védelmezőn kitárt karral. Benne alabástromszekrény állt szántalpon, vászonnal borítva. Ebben rekeszekben négy alabástromurna, melyek fedelét Tutanhamon feje díszítette. Mind a négy rekeszben kis aranykoporsó volt, ebben voltak a fáraó bebalzsamozott szervei. A hagyományoknak megfelelően a fedőket a Hórusz-fiak, a kanópuszedény alsó részét pedig a védőistennők egyikének szentelték, de az istennőket felcserélték.[33]
- Láda Anubisz szobrával: A pülón formájú láda, mely a helyiség bejáratánál állt, aranyozott fából készült. Tetején Anubisz feketére festett kutyaszobra feküdt, melyet vászonba burkoltak, csak a feje látszott ki. A ládában vallási jellegű tárgyakat helyeztek el: szkarabeuszokat, amuletteket, egy melldíszt, áldozati tárgyak utánzatait. A szobor mellső lábai közt Ehnaton legidősebb lányának, Tutanhamon sógornőjének, Meritatonnak az írópalettája hevert.[34]
- A déli fal mellett sorakozó fadobozok szobrokkal: A déli falnál naosz formájú, festett fekete fadobozok álltak, bennük fából készült, festett vagy aranyozott, berakott szemű szobrok vászonba burkolva, összesen hét királyszobor és huszonkilenc isten- vagy démonszobor. Az egyik dobozt, melyben Tutanhamon sétáló gepárdfigurán álló szobra állt, nyitva találták, a többi még le volt pecsételve. A ládák tetején kis hajómodellek álltak, orrukkal mind nyugat felé fordulva; mindenféle hajó megtalálható volt közte a kis papiruszcsónaktól a temetési bárkákig, kabinokkal, evezőkkel. A legszebben kidolgozott talán a fáraó hajójának modellje volt.[35]

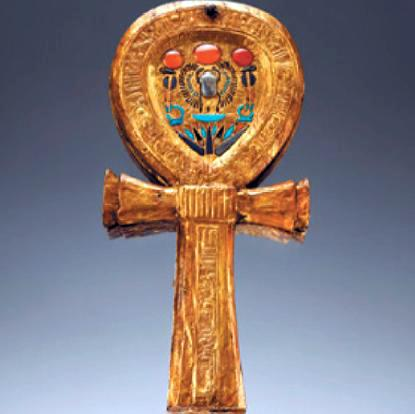
Ankh formájú tükörtartó

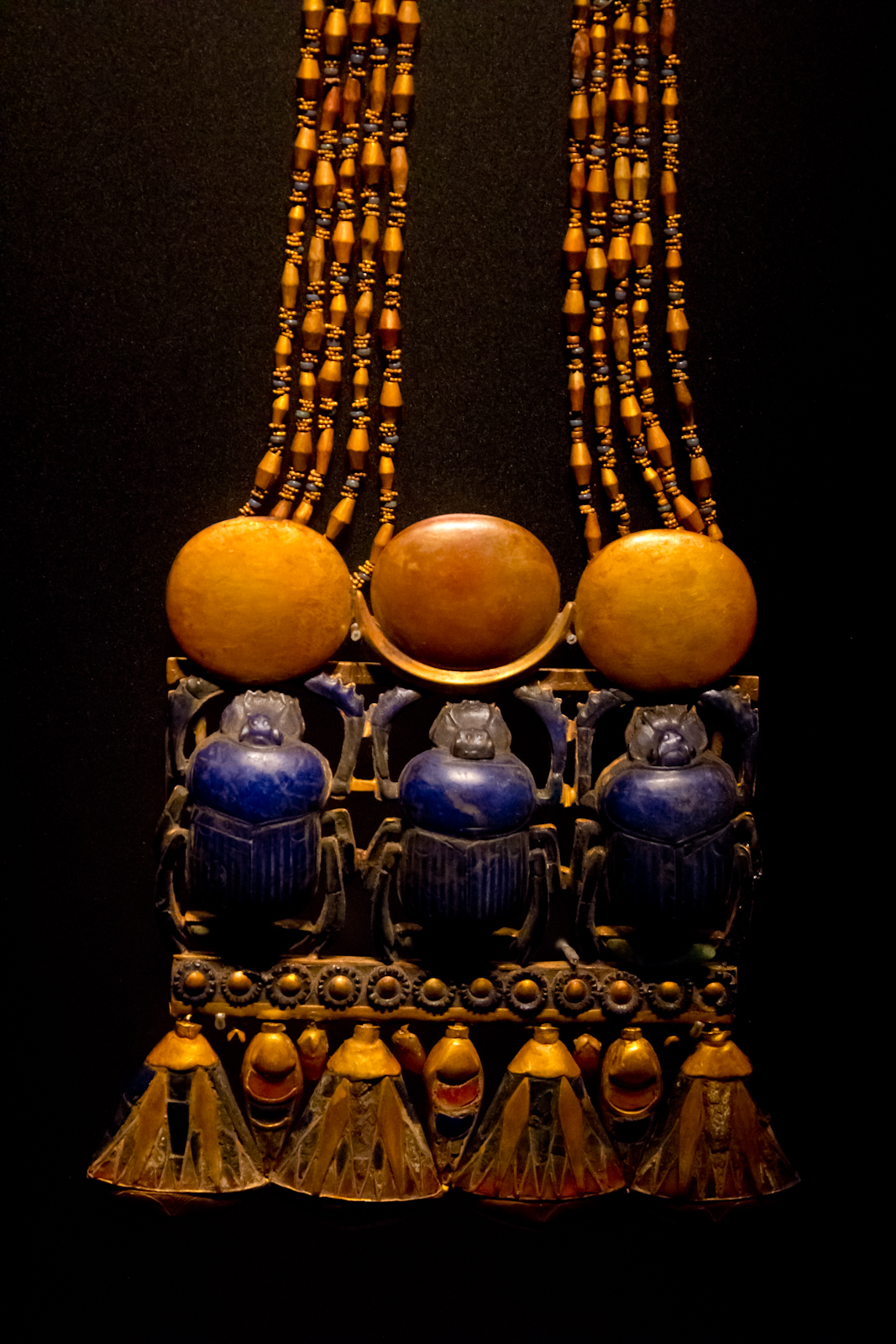
Melldísz szkarabeuszokkal

- Az északi falnál álló hat láda: A szobrokat tartalmazó dobozokkal szemben az északi falnál hat másik láda állt. A bejárathoz legközelebb egy boltozatos fedelű láda állt, melyet kb. 45 000 ébenfa- és elefántcsontberakással díszítettek. Benne több másik tárgy közt egy melldísz volt, melyen a napkorong, szkarabeusz és kosárforma Tutanhamon koronázási nevének a Nebheperurénak a hieroglifái. A második doboz kártus formájú volt, fából készült, aranyozott, ébenfával keretezett fedelén ébenfa- és elefántcsont-berakással Tutanhamon neve állt. Ebben a dobozban ékszerek voltak nagy rendetlenségben. A harmadik láda is boltozatos tetejű volt, ebből a sírrablók mindent elloptak, csak egy pár bőrsaru és kő lábperecek maradtak benne. A negyedik, cédrusból és elefántcsontból készített láda lábakon állt, arany- ezüstlemezek és fekete festékberakások díszítették. Tizenhat rekeszre osztották belül, ebbe eredetileg illatszeres tégelyeket rakhattak, később azonban más tárgyak is belekerültek, például arany és ezüst tükörtokok (a valószínűleg ezüstből csiszolt tükrök elvesztek, talán a sírrablók lopták el[36]), és egy nádból készült dobozkában írnokfelszerelés. Az ötödik láda fehér, boltozatos fedelű volt, benne harminc strucctollból készített díszes legyező és három perzeagyümölcs. A hatodik, négyrekeszes láda üresen állt, fedelét a tolvajok levették.
- Vadászati felszerelés: Az északi falnál, egymásra halmozott bútorok mellett ott voltak Tutanhamon vadászatkor használt tárgyai is, köztük két könnyű kocsi (szétszedve), egy háromszög alakú, intarziás íjtartó, rajta sivatagi vadászat képével, és egy ostor, melyen „Thotmesz herceg, a csapatok kapitánya” neve állt. Ő feltehetőleg azonos III. Amenhotep fiával, Thotmesz herceggel.[37]
- Usébtik: Az északkeleti sarokban szántalpakon álló tíz, feketére festett ládika Usébti-szobrocskákat tartalmazott, összesen 113-at. Fejdíszeik különböztek, de teste mindnek ugyanolyan volt: a fáraó múmiaként, kezében királysága jelképeivel. Különféle anyagokból készültek, például terrakottából; egyesek vasból, ami igen ritka fém volt. A sírban ezen kívül talált tőr pengéje vasmeteoritból készült.[38] Találtak még egy udzsat-amulettet és egy miniatűr fejtámaszt, ami szintén vasból készült. A szobrok közül öt Nahtmin parancsnok, egy pedig Maja kincstárnok ajándéka volt a király számára. Maja egy kis fakoporsóban fekvő múmiaszobrot is adott a fáraónak, mely ágyon feküdt, két madárral.[39]
- III. Amenhotep szobra és Tije hajfürtje: Az usébtis dobozok tetején feküdt egy 76 cm hosszú, feketére festett kis fakoporsó, benne aranyozott kis koporsóban III. Amenhotep kis aranyszobra rajta lánccal. A vászonba burkolt szobrocska kis fa szarkofág lábánál feküdt, melyben 12,5 cm hosszú, ember alakú koporsóban Tije királyné egy gesztenyebarna hajfürtje.[30]
- Tutanhamon gyermekeinek múmiái: Egy fadobozban két kis ember alakú koporsót találtak, fejtől-lábtól egymás mellett. Mindkettőben aranykoporsóban egy-egy mumifikált gyermek teste feküdt, a kisebbiken egy halotti maszk, ami túl nagy volt rá.[30] A kisebbik 25,75 cm hosszú, lány, halva születhetett legkésőbb a terhesség ötödik hónapjában.[40] A nagyobbik 36,1 cm hosszú volt, szintén lány, körülbelül a terhesség hetedik hónapjában születhetett. Az ő testét kevésbé jól sikerült tartósítani, mint a másikét.[41] A 2008-as DNS-vizsgálatok megerősítik, hogy Tutanhamon gyermekei voltak.[32]

### A nyugati mellékkamra
Az előtérből nyíló, 4×2,9 méter alapterületű mellékkamra a délnyugati sarokból nyílt. A sírrablók ezt is feltörték, és a sír többi részével ellentétben itt azóta is nagy rendetlenség uralkodott: a ládák nyitva, felborítva álltak, némelyik korsón még zsíros ujjlenyomatok is látszottak; a nekropolisz felügyelői még a sírrablók által vájt nyílást sem falazták be. A nagy összevisszaság és a tárgyak sokrétűsége miatt ezt a kamrát tudták a legnehezebben kiüríteni és elemezni.
Carter és társai 1927. november 30-án kezdték meg a kamra tárgyainak vizsgálatát. Carter nagyjából két csoportba osztotta a leleteket: azokra, amiket eredetileg is ebbe a helyiségbe szántak, és azokra, amelyek eredetileg máshol álltak (utóbbiból volt több). Úgy vélte, az eredetileg a helyiségbe szánt tárgyak közé azok a korsók tartoznak, melyekben olajat vagy kenőcsöt tároltak, valamint a gyümölcsökkel teli kosarak (összesen 116).
Az itt talált jelentős leletek:

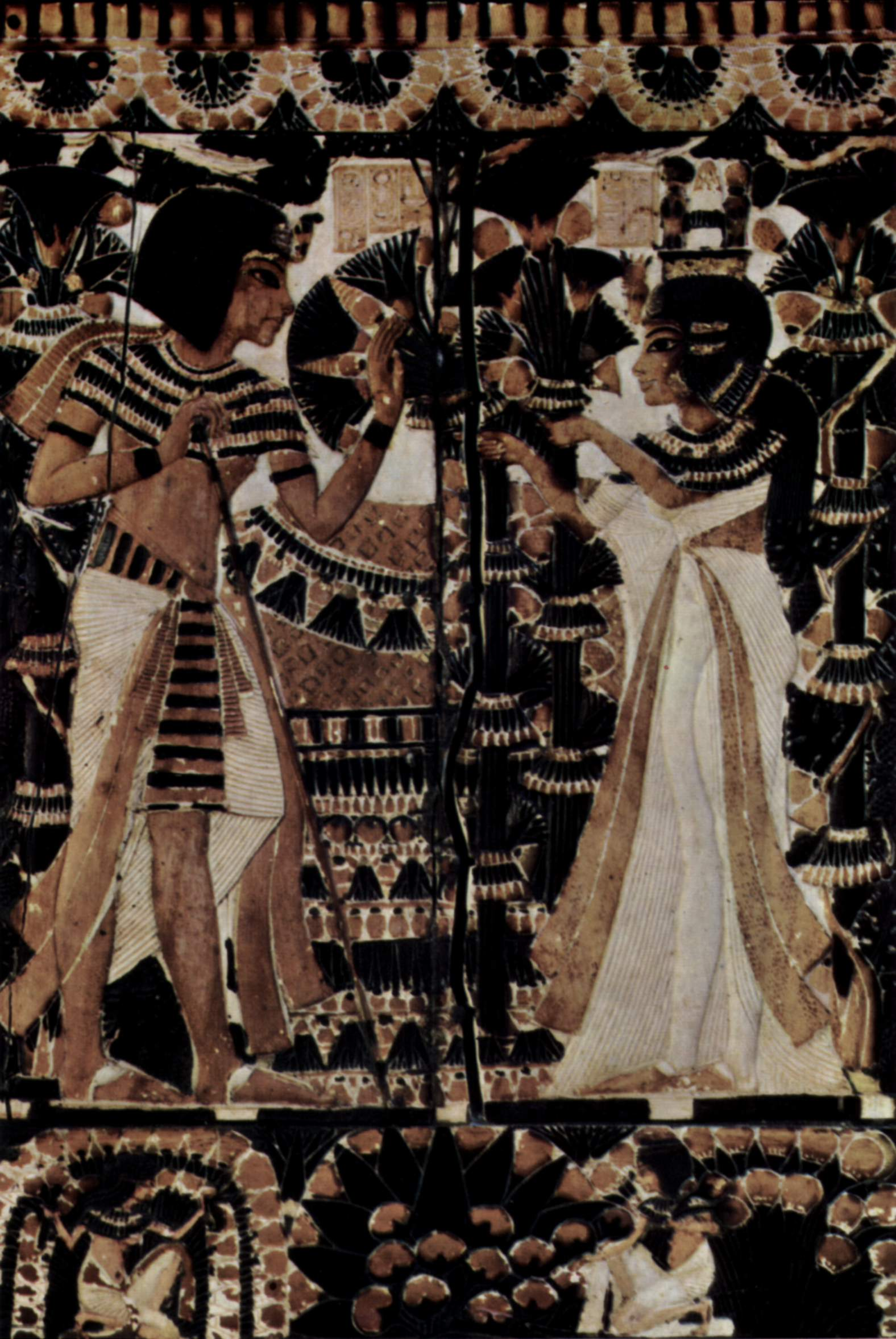
Az elefántcsontládika fedele

- Négy ágy: Négy fakeretes ágyat találtak a helyiségben, ebből egyet az egymásra halmozott tárgyak tetején. Az ágyak közül kettő ébenfából készült és aranylemezek borították, Alsó- és Felső-Egyiptom növényei díszítették őket.[42]
- Az ún. „papi trón”: A homorú ülésű trón ébenfából készült, helyenként aranylemezekkel fedve, máshol elefántcsont-, fajansz- és drágakőberakással. Istenek szimbólumai és geometrikus ábrák díszítették, háttámláján Ámont és Atont is megemlítették. Lábai X alakban keresztezték egymást. Feltehetőleg vallási szertartásoknál használták.[42]
- Két kis szekrény: A két szekrény ébenfából és vörös cédrusból készült, tulajdonképpen két, magas lábakon álló láda volt. Mindkettőnek az alsó részén fríz húzódott, ezt az egyikben dzsed-oszlopok és tjet-csomók, a másikon ankh és uasz (isteni erő) jelek alkották. Az egyik a felirata szerint a fáraó vászonruháit tartalmazta, a valóságban azonban négy, párna helyett használt fejtámasz volt benne.[43]
- Elefántcsontláda: A láda tetején Tutanhamon és Anheszenamon látható a kertben, a királyné papirusz- és lótuszcsokrot nyújt férje felé. Az alsó frízben szolgák mandragórát szednek. A láda oldalán halászat és vadászat képei láthatóak.[44]
- Alabástrom hajószobor: Talán virágtartóként szolgált ez a kis hajó, melynek két végére hegyikecske fejét faragták, növénymintás oszlopok mennyezetet tartanak a középen lévő szarkofágszerű láda fölé, orrában fiatal nő ül, lótuszvirágot szorítva mellkasához (talán Mutbenret, Ehnaton sógornője), a hajófarban egy törpe nő áll kormányrúddal.[45]
- Boroskorsók: A nagy amforákból, melyeknek alakja, hosszú nyaka és az, hogy csak egy fülük volt, szíriai hatásról tanúskodik, három tucatnyit találtak. A rajtuk álló hieratikus feliratokból fontos dolgok derültek ki, például, hogy Tutanhamon utolsó uralkodási éve a 9. év volt.[46]

A helyiségben találtak még további székeket és ládákat, egy jogart, egy kalaptartót benne szétporladt fejdísszel, három elefántcsontládát, több teljes készlet szenet-játékot, tűzcsiholót, parittyákat, íjakat és nyilakat (összesen 278 nyílvesszőt), bumerángokat, kardokat, pajzsokat, botokat és pálcákat, ékszereket, amuletteket, ruhákat, usébtiket.

### A sírban talált tárgyakon említett személyek
Azok a Tutanhamonhoz közel álló emberek, akiket a sírban egy vagy több tárgyon említettek:
- Anheszenamon, Tutanhamon felesége (számos tárgyon)
- III. Amenhotep, Tutanhamon nagyapja vagy apja, aranyszobrocskán,[47] kalcitvázán (Tijével együtt)[48]
- Tije, Tutanhamon nagyanyja vagy anyja, egy hajfürtöt tartalmazó dobozkán,[49] vázán (III. Amenhoteppel együtt)
- Ehnaton, valószínűleg Tutanhamon apja; számos tárgyon
- Szemenhkaré, a fáraó közvetlen elődje és talán bátyja: nevét említik egy fadobozon (Meritatonnal együtt)[50]
- Meritaton, Ehnaton lánya, Anheszenamon nővére, Szemenhkaré felesége: egy fadobozon (Szemenhkaréval együtt), elefántcsont írópalettán[51]
- III. Thotmesz, Tutanhamon egyik őse (III. Amenhotep dédapja), egy kalcitvázán[52]
- Nofernoferuré, Ehnaton lánya, Anheszenamon húga; kis fadoboz fedelén[53]
- Thotmesz, Ehnaton bátyja, amennyiben ő az a Thotmesz, akinek nevét egy ostoron említik
- Nahtmin parancsnok, talán Ay fia; öt usébtin
- Maja kincstárnok, egy usébtin és egy szobron

## A sír jelenleg
A sír általában látogatható, de külön belépődíjat kell fizetni a völgy belépődíján felül (nem tartozik bele a három szabadon választott sírba, amely a völgy belépőjegyével látogatható). 2008-ban a napi látogatók számát 400-ban korlátozták. A sírt időnként ideiglenesen lezárják a látogatók elől, így például 2010-ben, amikor a Getty Conservation Institute restaurálta. 2014-ben a sír nyitva állt, de 2015 októberében újra lezárták restaurálási munkálatok és a feltételezett további kamrák keresése miatt. A sír végleges lezárását tervezik, de egy másolata látogatható lesz a közelben.
Nicholas Reeves kutatásai alapján valószínű, hogy a sírnak további, eddig fel nem fedezett kamrái is lehetnek. Reeves a madridi székhelyű Factum Arte cégnek a sírról készült, magas felbontású képeit vizsgálta – melyek a sír tervezett másolatához készültek –, és a sírkamra vakolatán arra utaló jeleket fedezett fel, hogy kis ajtót takarhat a helyiség nyugati falában, a mellékkamra ajtajához hasonló méretben. Reeves szerint az északi falon is találhatóak arra utaló jelek, hogy a falon túl a helyiség folytatódik. Bár elképzelhető, hogy ezek az ajtók csak kialakítani tervezett, de soha el nem készült helyiségek bejáratai, az is lehetséges, hogy Tutanhamon sírja csak egy jóval nagyobb sírépítmény külső része, melyet az északi fal választ el a régebbi részektől, ahol további temetkezések találhatóak.